# Фадеева, Валерия Владиславовна
Валерия Владиславовна Фадеева (род. 13 августа 1993 года, Балаково) — российская волейболистка, связующая.

## Биография
Валерия Владиславовна Фадеева родилась 13 августа 1993 года в Балаково. Отец – Владислав Фадеев, генеральный менеджер женской сборной России, в прошлом тренер команды «Балаковская АЭС». Мать – бывшая волейболистка Ольга Фадеева.
Волейболом начала заниматься в Балаково. С 2002 по 2010 год тренировалась в группе подготовки команды «Балаковская АЭС».
С 2012 по 2016 год выступала за клуб «Протон». С 2016 по 2017 год играла за команду «Липецк-Индезит». С ноября 2018 по февраль 2019 года вновь выступала за «Протон».
Окончила Саратовский государственный аграрный университет. Увлекается конным спортом.